# Hala pod Kopcem

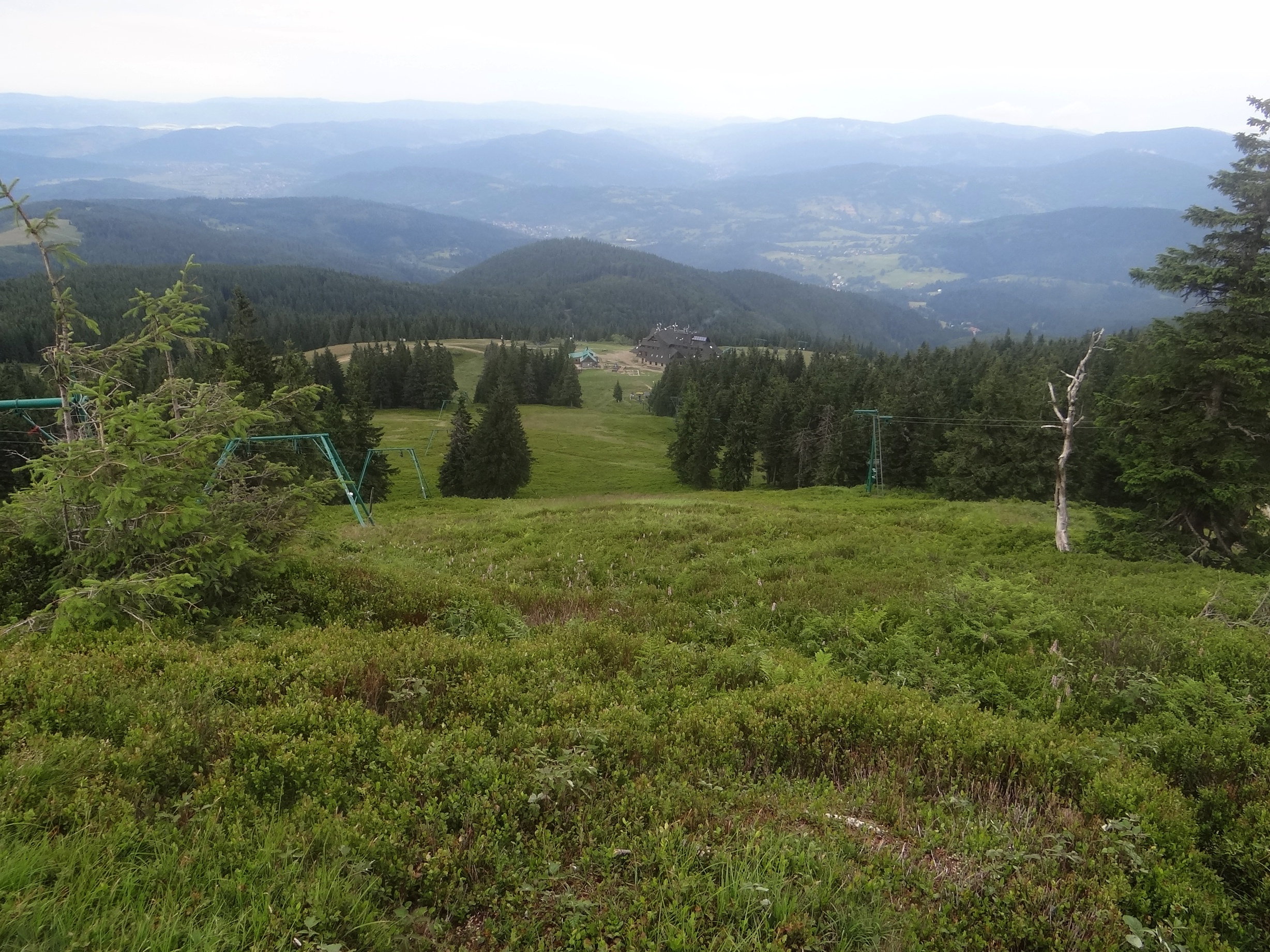
Hala pod Kopcem, widok z Kopca

Hala pod Kopcem, Hala Słowikowa – polana i hala na północnych stokach Pilska w Beskidzie Żywiecko-Orawskim. Bywa włączana w jeden kompleks z Halą Miziową, na niektórych jednak mapach występuje jako odrębna polana i w państwowym rejestrze nazw geograficznych ma nazwę Hala pod Kopcem. Nazwa „hala” pochodzi od jej dawnej pasterskiej przeszłości; polany, które nie były koszone, lecz tylko wypasane, przez ludność Karpat nazywane były halami.
Usytuowana na wysokości ok. 1400 m n.p.m. Hala pod Kopcem była najwyżej położoną halą pasterską na Żywiecczyźnie. Według badań prowadzonych przez Ludomira Sawickiego w 1914 r. należała do 10 wspólników, którzy paśli na niej 177 owiec.
Hala pod Kopcem znajduje się w granicach wsi Korbielów w województwie śląskim, w powiecie żywieckim, w gminie Jeleśnia. Dolną częścią przylega do wschodniej części Hali Miziowej, górą podchodzi pod wierzchołek Kopca. Zimą jest trasą zjazdową dla narciarzy, których wyciąga z Hali Miziowej na Kopiec narciarski wyciąg orczykowy.

## Szlaki turystyczne
Hala Miziowa – Góra Pięciu Kopców.